# Phocidae

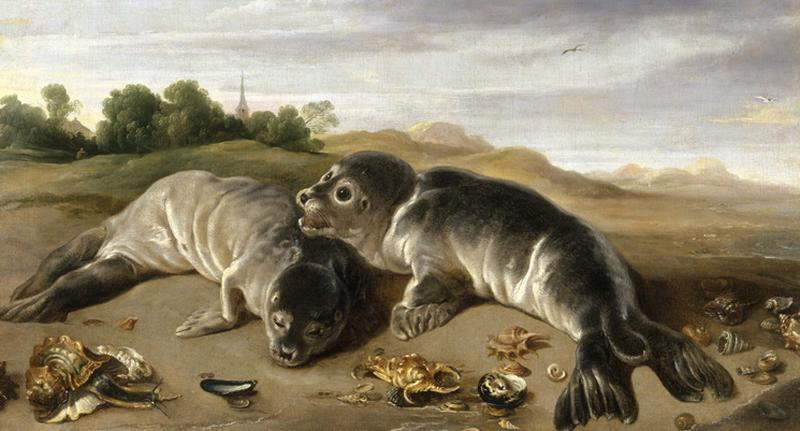
Paul de Vos

Los fócidos o focas verdaderas (Phocidae) son una familia de mamíferos pinnípedos adaptados a vivir en medios acuáticos la mayor parte del tiempo. El nombre común deriva directamente del latín phoca, que a su vez tiene su origen en el griego φώκη (phṓkē).
Se conocen 33 especies. Carecen de pabellón auditivo y sus extremidades posteriores están dirigidas hacia atrás y no son funcionales en el desplazamiento terrestre, característica que los diferencia de los otáridos (lobos y osos marinos).

## Características
Las focas habitan las regiones costeras de buena parte del mundo, con la excepción de las zonas tropicales. Tienen cuerpos alargados y fusiformes, adaptados a la natación; las extremidades anteriores son cortas y aplanadas, mejor preparadas para su uso como aletas.

## Biología

### Anatomía externa

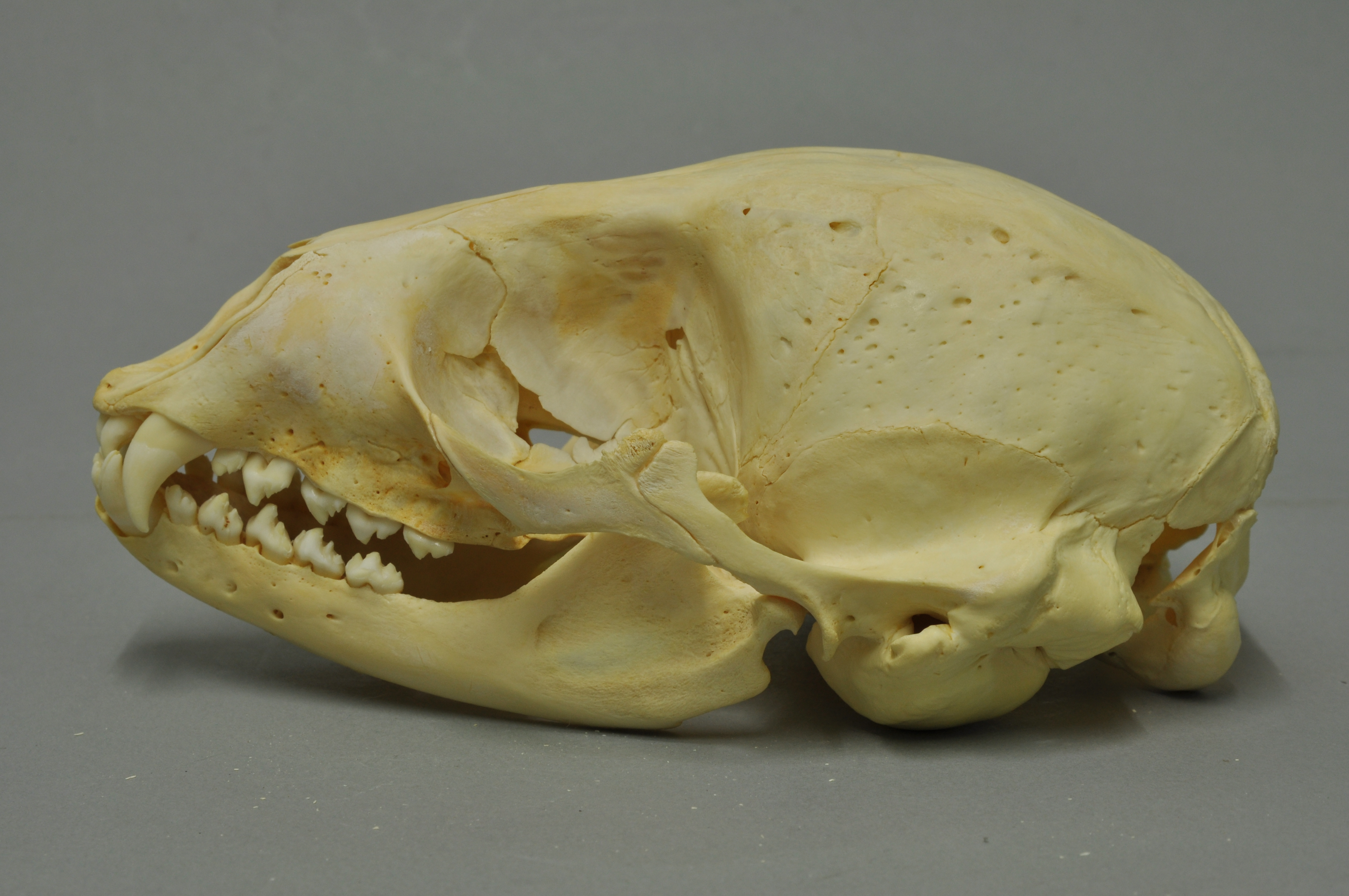
Foca de puerto cráneo (Phoca vitulina).

Los fócidos adultos varían de 1,17 m (3,8 pies) de longitud y 45 kg (99,2 lb) de peso la foca anillada 5,8 m (19,0 pies) y 4000 kg (8818,5 lb) el elefante marino del sur, que es el miembro más grande del orden Carnivora. Los fócidos tienen menos dientes que los miembros terrestres del orden Carnivora, aunque conservan poderosos caninos. Algunas especies carecen por completo de molares. La fórmula dental superior es 2–3.1.4.0–2, y la inferior 1–2.1.4.0–2. 
Tienen cuerpos alargados y fusiformes, adaptados a la natación; las extremidades anteriores son cortas y aplanadas, mejor preparadas para su uso como aletas que para el desplazamiento en tierra. Las posteriores adoptan una posición fija hacia atrás, y no pueden retraerse. A diferencia de otros pinípedos, las focas carecen por completo de pabellón auricular.
Mientras que los otáridos son conocidos por su velocidad y maniobrabilidad, los fócidos son conocidos por sus movimientos eficientes y económicos. Esto permite a la mayoría de los fócidos buscar alimento lejos de tierra para explotar los recursos de sus presas, mientras que los otáridos están ligados a zonas ricas en surgencia cerca de los lugares de cría. Los fócidos nadan mediante movimientos laterales de su cuerpo, utilizando al máximo sus aletas traseras. Sus aletas delanteras se utilizan principalmente para dirigir, mientras que las traseras están unidas a la pelvis de tal forma que no pueden llevarlas bajo el cuerpo para caminar sobre ellas. Son más aerodinámicas que las focas peleteras y los leones marinos, por lo que pueden nadar más eficazmente largas distancias. Sin embargo, como no pueden girar las aletas traseras hacia abajo, son muy torpes en tierra, ya que tienen que retorcerse con las aletas delanteras y los músculos abdominales.

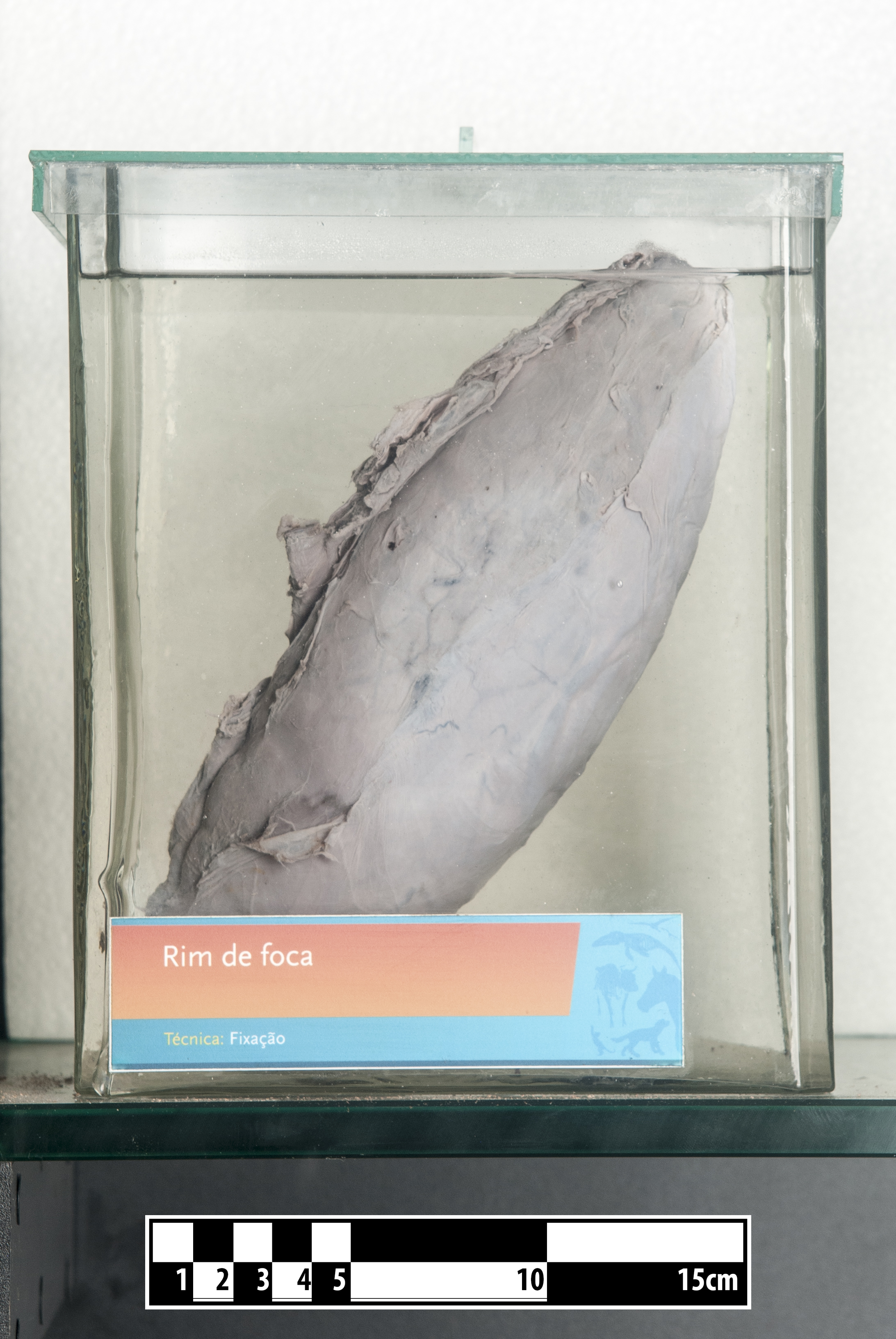
Riñón de foca.

Los sistemas respiratorio y circulatorio de los fócidos están adaptados para permitirles bucear a profundidades considerables, y pueden pasar mucho tiempo bajo el agua entre respiración y respiración. El aire es expulsado de los pulmones durante la inmersión hacia las vías respiratorias superiores, donde los gases no pueden ser absorbidos fácilmente por el torrente sanguíneo. Esto ayuda a proteger a la foca de la Enfermedad por descompresión. El oído medio también está revestido de senos sanguíneos que se inflan durante el buceo, ayudando a mantener una presión constante.
Los fócidos están más especializados para la vida acuática que los otáridos. Carecen de orejas externas y tienen cuerpos elegantes y aerodinámicos. Tienen pezones retráctiles, testículos internos, y una vaina peneana interna proporcionan una mayor aerodinámica. Debajo de la piel hay una capa suave de grasa. Los fócidos son capaces de desviar el flujo sanguíneo a esta capa para ayudar a controlar su temperatura.
El pelaje de las focas es generalmente corto y denso en edad adulta; la mayor parte de la protección térmica no la ofrece este, sino la gruesa capa de grasa subcutánea, que puede representar hasta un cuarto del peso del animal. Algunas especies carecen casi de pelo.

### Comunicación
A diferencia de los otáridos, las focas verdaderas no se comunican ladrando. En su lugar, se comunican dando palmadas en el agua y gruñendo.

### Reproducción

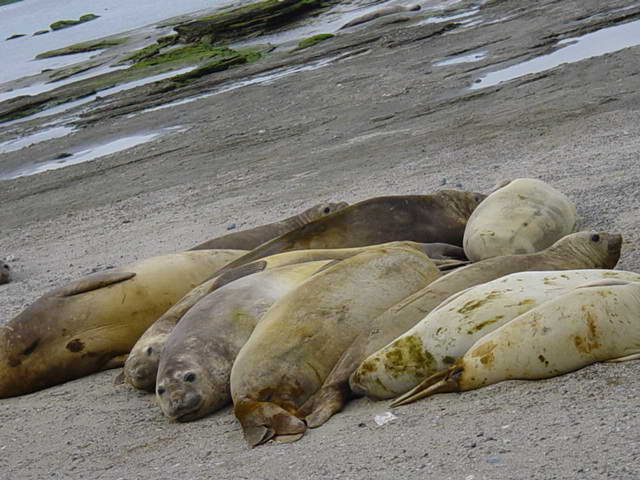
Elefantes marinos del sur en Argentina

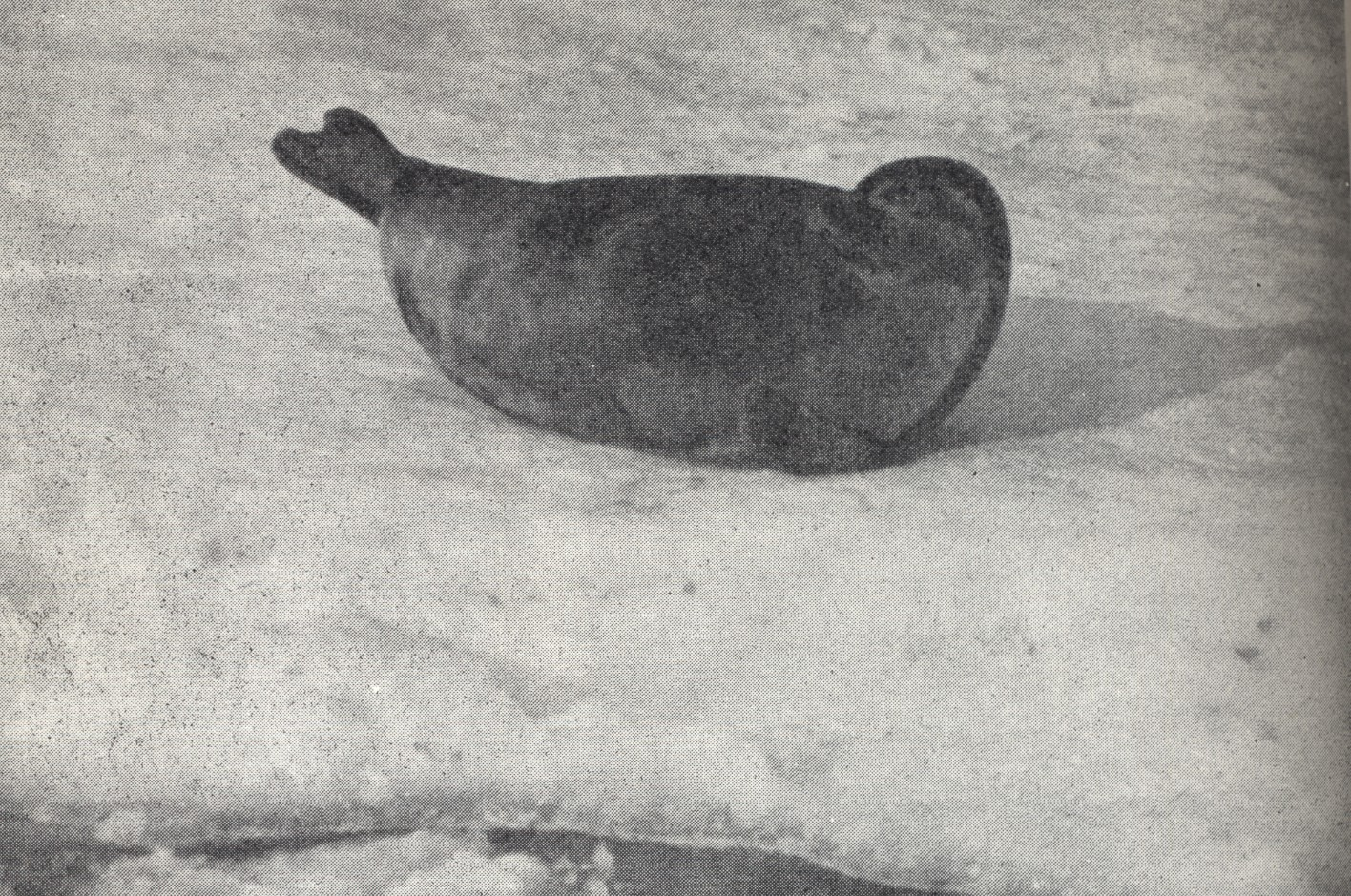
Las focas anilladas de Saimaa, una subespecie de foca anillada, que sólo viven en el lago Saimaa, Finlandia, se encuentran entre las focas más en peligro de extinción del mundo, con una población total de sólo unos 400 individuos.

Los fócidos pasan la mayor parte del tiempo en el mar, aunque regresan a tierra o a la banquisa para reproducirse y dar a luz. Las hembras embarazadas pasan largos periodos buscando comida en el mar, acumulando reservas de grasa, y luego regresan al lugar de cría para utilizar la energía almacenada para amamantar a las crías. Sin embargo, la foca común muestra una estrategia reproductiva similar a la utilizada por los otáridos, en la que la madre realiza breves viajes de búsqueda de alimento entre los períodos de lactancia.
Debido a que las zonas de alimentación de una madre fócida suelen estar a cientos de kilómetros del lugar de cría, debe ayuno mientras lactancia. Esta combinación de ayuno y lactancia requiere que la madre proporcione grandes cantidades de energía a su cría en un momento en el que no está comiendo (y a menudo, tampoco bebiendo). Las madres deben suplir sus propias necesidades metabólicas mientras amamantan. Se trata de una versión en miniatura de la estrategia de las ballenas jorobadas, que consiste en ayunar durante su migración de varios meses desde las zonas árticas de alimentación hasta las zonas tropicales de cría y vuelta.
Los fócidos producen una leche espesa y rica en grasa que les permite proporcionar a sus crías grandes cantidades de energía en un corto periodo de tiempo. Esto permite a la madre volver al mar a tiempo para reponer sus reservas. La lactancia oscila entre cinco y siete semanas en la foca monje y sólo tres o cinco días en la foca de casco. La madre termina la lactancia dejando a su cría en el lugar de cría para buscar comida (las crías continúan amamantando si se les da la oportunidad). No son infrecuentes los "ladrones de leche" que maman de hembras no emparentadas que duermen; esto suele provocar la muerte del cachorro de la madre, ya que una hembra sólo puede alimentar a un cachorro.

### Crecimiento y maduración
La dieta del cachorro es tan alta en calorías, que acumula una reserva de grasa. Antes de que el cachorro esté listo para buscar comida, la madre lo abandona y el cachorro consume su propia grasa durante semanas o incluso meses mientras madura. Las focas, como todos los mamíferos marinos, necesitan tiempo para desarrollar las reservas de oxígeno, los músculos natatorios y las vías neurales necesarias para bucear y buscar alimento de forma eficaz. Las crías de foca no suelen comer ni beber agua durante este periodo, aunque algunas especies polares comen nieve. El ayuno post-destete oscila entre dos semanas en la foca de casco y 9-12 semanas en el elefante marino del norte. Las adaptaciones fisiológicas y de comportamiento que permiten a las crías de fócidos soportar estos notables ayunos, que se encuentran entre los más largos para cualquier mamífero, siguen siendo un área de estudio e investigación activa.

### Estrategia alimentaria
Los fócidos utilizan al menos cuatro estrategias de alimentación diferentes: alimentación por succión, alimentación por agarre y desgarro, alimentación por filtración y alimentación por perforación. Cada una de estas estrategias de alimentación se ve favorecida por una morfología especializada del cráneo, la mandíbula y los dientes. Sin embargo, a pesar de la especialización morfológica, la mayoría de los fócidos son oportunistas y emplean múltiples estrategias para capturar y comer a sus presas. Por ejemplo, la foca leopardo, Hydrurga leptonyx, utiliza la alimentación por agarre y desgarro para alimentarse de pingüinos, la alimentación por succión para consumir peces pequeños y la alimentación por filtración para capturar krill.

### Ecología
Las focas son capaces de nadar grandes distancias y sumergirse a grandes profundidades para capturar su presa; la foca de Weddell puede sumergirse hasta 600 m bajo el nivel del mar. Las distancias que deben cubrir durante la alimentación imponen un ritmo peculiar a la lactancia; la leche de las focas es sumamente rica en calorías para permitir al cachorro sobrevivir durante las largas ausencias de su madre. 
La variedad de tamaño entre las focas es notable; algunas especies del género Phoca no superan el peso de un humano adulto, mientras que los elefantes marinos macho pesan más de 3500 kg, aún más que las morsas. De hecho, los elefantes marinos son los mamíferos marinos más grandes entre los no cetáceos.
Las focas comunes no son unos mamíferos migratorios. Además, suelen ir en grupos de cien ejemplares y tienen preferencia por ir a costas, bahías, etc.[cita requerida]
La inmensa mayoría de las focas nadan en las saladas aguas marinas, pero la foca del Baikal pasa toda su vida en las aguas dulces de este lago, en Siberia, característica única en su especie. Se sabe que la foca común en ocasiones navega en estuarios y ríos para buscar comida. También hay subespecies tanto de esta especie como de la foca ocelada que viven en lagos sin salida al mar.
La estructura social de las focas varía enormemente entre especies; a diferencia de los leones marinos, no suelen formar grandes colonias. Algunas especies forman parejas monógamas, otras se asocian en pequeñas tribus, y los elefantes marinos forman manadas compuestas por un macho y un harén de hembras. Son predadores sumamente eficaces, alimentándose de peces, crustáceos y cefalópodos, aunque alguna especie captura también pingüinos.

### Locomoción
Las focas caninas se diferencian de la otra gran familia de focas, Otariidae (focas orejudas), principalmente en que su impulso se desplaza hacia la parte trasera del cuerpo. Mientras que las focas orejudas se impulsan en el agua como un pingüino mediante fuertes golpes de sus musculosas aletas delanteras, las aletas delanteras de las focas caninas, mucho más pequeñas y débiles, se mantienen cerca del cuerpo cuando nadan. Las aletas traseras, por otro lado, forman grandes superficies creadas por la amplia extensión de los dedos. Las focas caninas se mueven en el agua batiendo sus aletas traseras.
Estas características representan una mejor adaptación a la vida acuática que la de las focas orejas. Sin embargo, esto se produce a expensas de la locomoción en tierra, que parece torpe para los perros focas. Dado que las aletas delanteras ya no pueden sostener el cuerpo y las aletas traseras no pueden empujarse debajo del cuerpo, los perros focas avanzan arrastrándose sobre su estómago. Para ello, arqueas la espalda, mueves la parte posterior del cuerpo hacia adelante y luego empujas el pecho hacia adelante. Debido a que este movimiento es muy laborioso, a menudo intentan moverse rodando hacia los lados. La forma de locomoción de los perros focas en el hielo y la nieve es menos desventajosa, ya que incluso una pequeña cantidad de propulsión es suficiente para permitir que el cuerpo se deslice sobre la superficie lisa.
Las focas orejudas a menudo eran vistas como el grupo más "primitivo" y las focas caninas como el grupo más "avanzado". Sin embargo, la sistemática moderna evita tales clasificaciones y los restos fósiles de ambos taxones tienen aproximadamente la misma edad.

## Evolución
Los fósiles de pinnipedos más antiguos conocidos datan del Mioceno medio, con una edad de unos 15 millones de años y han sido excavados en la región del Atlántico Norte. Los estudios genéticos indican que los pinnípedos están emparentados con los úrsidos y los mustélidos, pero hasta ahora se tenían pocos datos paleontológicos que lo confirmaran y que mostraran su evolución  morfológica.

## Clasificación
Los Phocidae se clasifican como sigue:
- Familia Phocidae
  - Miophoca†
  - Palmidophoca†
  - Subfamilia Monachinae
    - Afrophoca†
    - Australophoca†
    - Tribu Monachini
      - Monachopsis†
      - Pristiphoca†
      - Properiptychus†
      - Messiphoca†
      - Mesotaria†
      - Callophoca†
      - Pliophoca†
      - Pontophoca†
      - Monachus monachus (foca monje del Mediterráneo)
      - Neomonachus schauinslandi (foca monje de Hawái)
      - Neomonachus tropicalis† (foca monje del Mar Caribe) (Probablemente extinta hacia el año 1950)

    - Tribu Miroungini
      - Mirounga angustirostris (elefante marino septentrional)
      - Mirounga leonina (elefante marino meridional)

    - Tribu Lobodontini
      - Hadrokirus†
      - Monotherium†
      - Ommatophoca rossii (foca de Ross)
      - Lobodon carcinophagus (foca cangrejera)
      - Hydrurga leptonyx (foca leopardo)
      - Leptonychotes weddellii (foca de Weddell)

    - Acrophoca longirostris† (foca cuello de cisne)
    - Piscophoca†
    - Homiphoca†

  - Subfamilia Phocinae
    - Kawas†
    - Nanophoca†
    - Pachyphoca†
    - Devinophoca†
    - Sarmatonectes†
    - Leptophoca†
    - Praepusa†
    - Cryptophoca†
    - Erignathus barbatus (foca barbuda)
    - Cystophora cristata (foca de casco o capuchina)
    - Tribu Phocini
      - Phoca vitulina (foca común o de puerto)
      - Phoca largha (foca manchada)
      - Pusa hispida (antes Phoca hispida; foca anillada)
      - Pusa sibirica (antes Phoca sibirica; nerpa o foca del Baikal)
      - Pusa caspica (antes Phoca caspica; foca del Caspio)
      - Pagophilus groenlandica (antes Phoca groenlandica; foca de Groenlandia)
      - Histriophoca fasciata (antes Phoca fasciata)
      - Phocanella†
      - Platyphoca†
      - Gryphoca†
      - Halichoerus grypus (foca gris)